# Vernissage

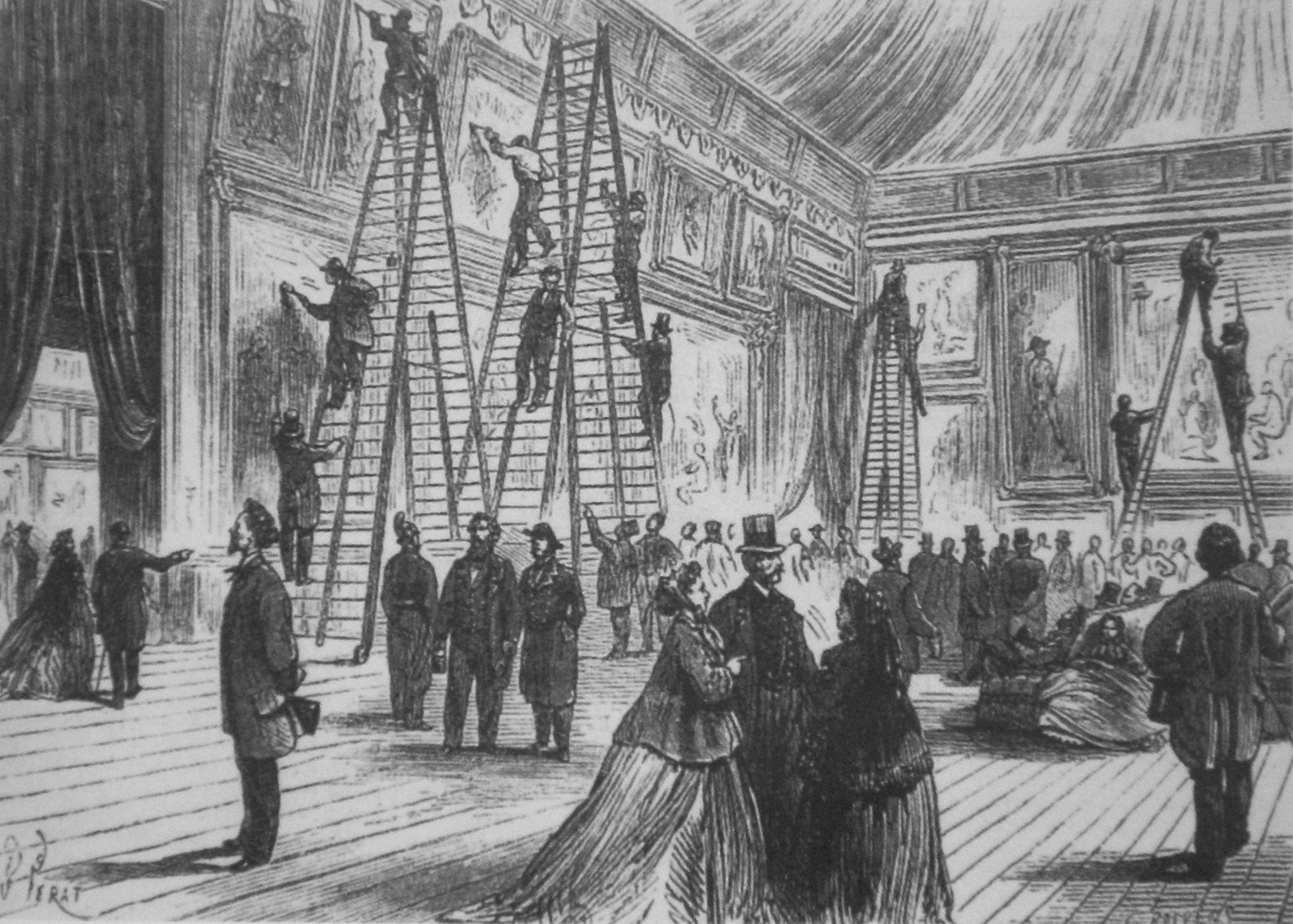
Vernissage, Salón de París, 1866.

Un vernissage (en francés, literalmente, barnizado) es un término utilizado para una vista previa de una exposición de arte, que puede ser privado, antes de la apertura formal. Si el vernissage no está abierta al público, sino solo a los invitados, a menudo se le denomina vista privada.
En exposiciones oficiales en el siglo XIX, como la exposición de verano de la Royal Academy, los artistas daban un toque final a sus obras barnizándolas. La costumbre de los patrones y la élite de visitar las academias durante el barnizado previo a la apertura formal de la exposición dio lugar a la tradición de celebrar la finalización de una obra de arte o una serie de obras de arte con amigos y patrocinadores. En el siglo XX se convirtió en una oportunidad para comercializar las obras a la vista de compradores y críticos.

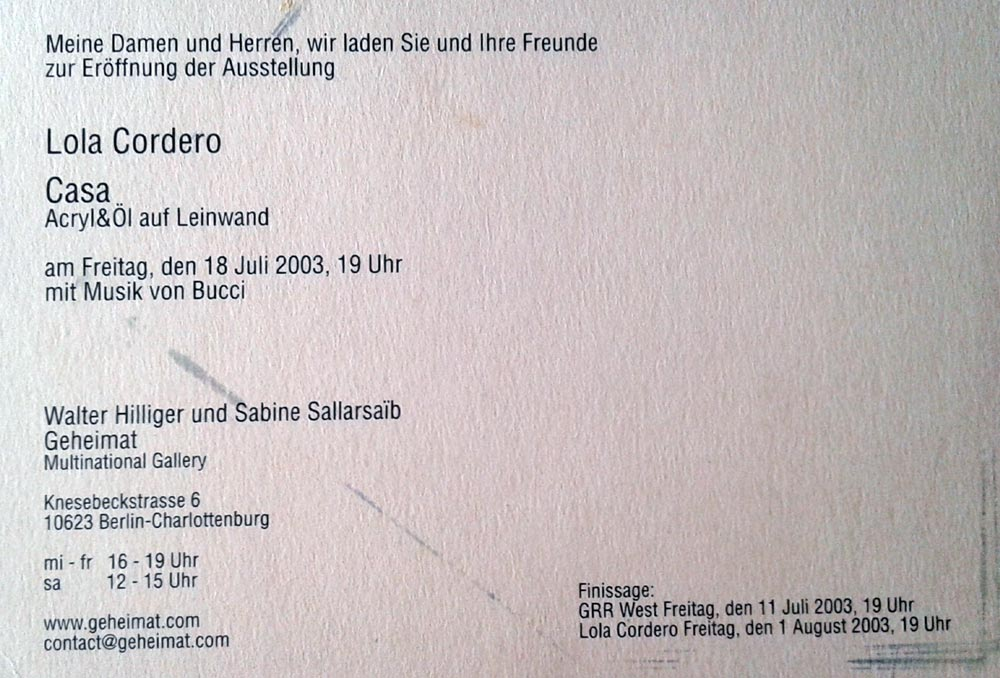
Galería Geheimat Multinational, Berlín-Charlottenburg - Finissage, 2003.

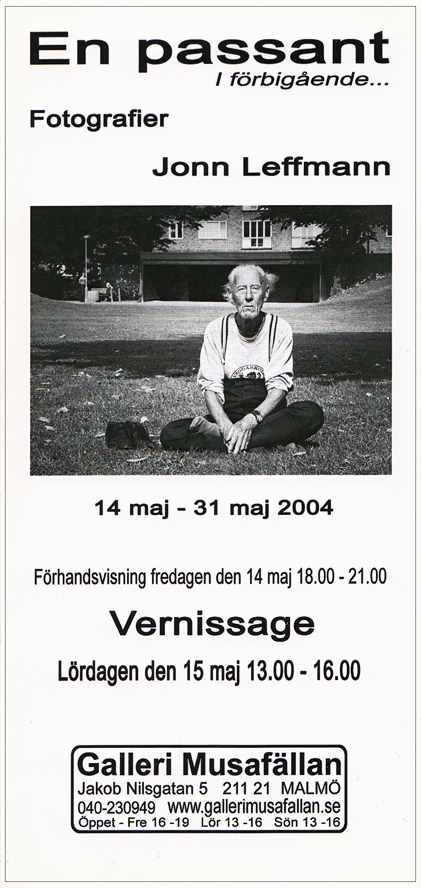
Tarjeta de invitación a un Vernissage.

Hay un final ceremonial comparable de exposiciones de arte, llamado finissage, de la palabra francesa acabado. El término finissage fue utilizado por primera vez en este contexto en 2003 por Walter Hilliger y Sabine Sallarsaïb para Geheimat Multinational Gallery en Berlín, Alemania. 